# Сирач
Сирач (хорв. Sirač) — община с центром в одноимённом посёлке в центральной части Хорватии, в Беловарско-Билогорской жупании. Население общины 2218 человек (2011), население самого поселка 1416 человек. В состав общины кроме посёлка Сирач входят ещё 8 деревень.

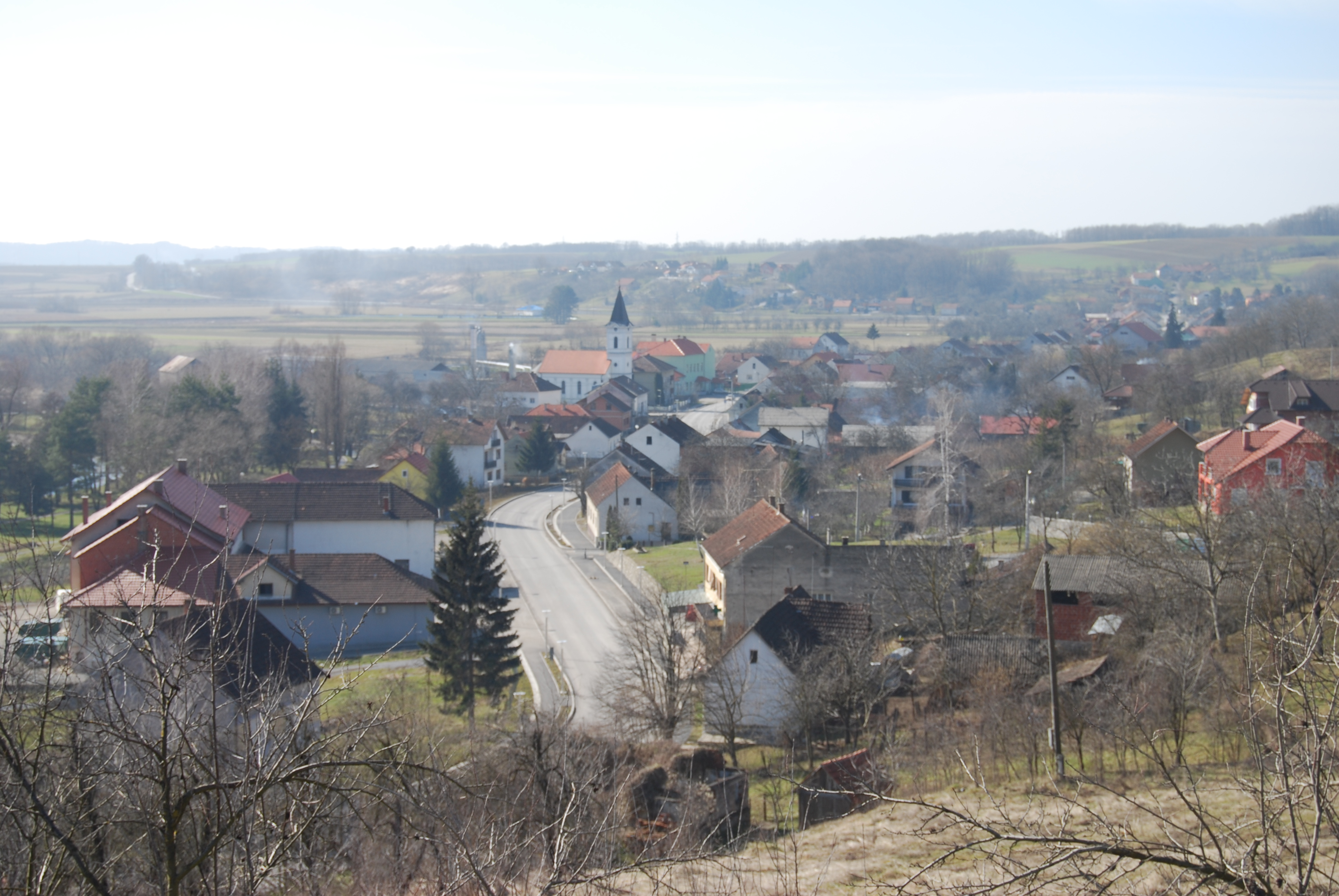
Вид на Сирач с окрестного холма

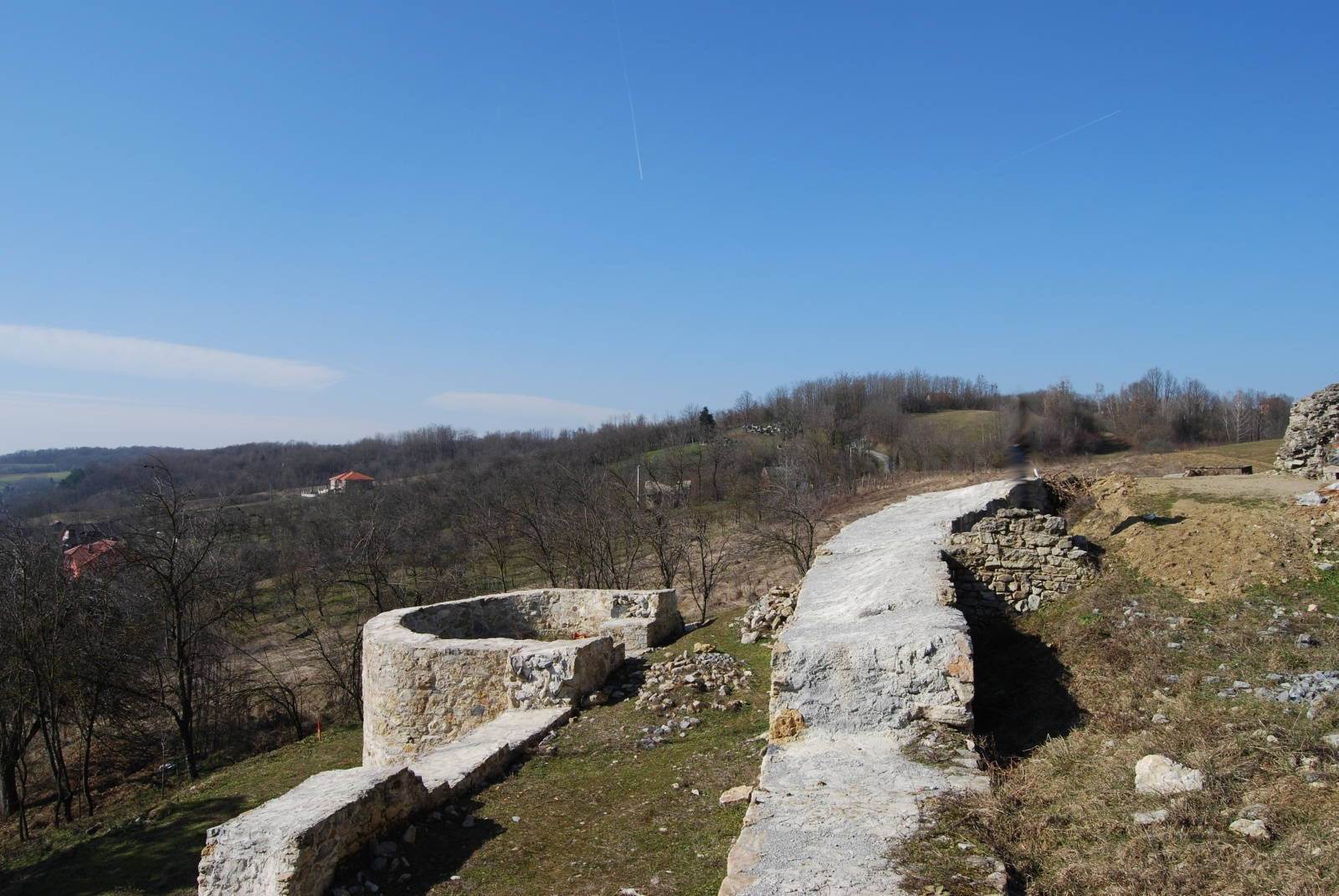
Руины крепости XIV века

Большинство населения общины составляют хорваты — 73,2 %, сербы насчитывают 13,5 %, чехи составляют 11,3 % населения. Сербское и чешское население общины переселилось в регион после турецкого нашествия в ходе укрепления Военной границы. Чешская община Сирача — пятая в Хорватии по проценту чешского населения.
Населённые пункты общины находятся у подножия западных склонов массива Папук. В 8 км к северу расположен город Дарувар. Через Сирач протекает река Пакра, стекающая с холмов Папука.
Впервые Сирач упомянут в XIII веке. Крепость на холме близ посёлка, руины которой сохранились до наших дней, вероятно была построена в начале XIV века. В 1908 году в Сираче построена приходская церковь Посещения Девы Марии.